# Антони Грабовски
Анто̀ни Грабо̀вски (на полски: Antoni Grabowski) (роден на 11 юни 1857 в Нове Добре край Хелмно, починал на 4 юли 1921 във Варшава) е полски инженер химик, и активист на ранното есперантистко движение. Неговите преводи оказват значително влияние върху развитието на есперанто като литературен език.

## Образование и кариера
Скоро след раждането на Антони Грабовски, семейството му се премества от Нове Добре в Торун. Поради бедността на родителите си, той започва да работи скоро след завършване на основно училище. Въпреки това, подтикван от огромно желание да се учи, той се подготвя за приемния изпит в гимназията, който взема с отличие.
В гимназията „Николай Коперник“ в Торун той демонстрира познания, много по-големи от тези на останалите му връстници и два пъти се прехвърля в по-горен клас. През 1879 финансовото положение на семейството му се подобрява и след полагане на матура, Грабовски се записва да следва философия и природни науки във Вроцлавския университет (Вроцлав).
След като работи като инженер химик в Завиерче и няколко други места, които днес са на територията на Чехия, а накрая като директор на текстилна фабрика в Иваново-Вознесенск, на 250 км североизточно от Москва.
Междувременно, той продължава задълбочено да изучава химическите проблеми. Той е известен сред специалистите в тази област в цяла Европа поради множеството открития и технологични иновации. Грабовски е назначен в комисия, която има за задача да състави полска техническа терминология. Няколко години по-късно, през 1906 той публикува първия полски Химически речник (Słownik chemiczny).

## Есперанто и литературата
Още по време на следването си, Антони Грабовски проявява силен интерес към литературата. Той става член на Славянското литературно дружество (Towarzystwo Literacko-Słowianskie). Работата на Грабовски в никакъв случай не възпрепятства заниманията му по полски език и литература; постепенно той научава значителен брой езици и става истински полиглот. По-късно, освен родния си език, рой говори още девет други езика и пасивно ползва други петнадесет. Като се има предвид това, не е странно, че още като студент Грабовски проявява интерес и към идеята за международен език.
По онова време такава роля изпълнява езикът волапюк, така че Грабовски го изучава. Обаче когато посещава Йохан Мартин Шлайер, авторът на този език, Грабовски вижда, че дори и той не може свободно да говори волапюк. Става му ясно, че този език не е подходящ за ежедневна употреба, и накрая двамата завършват разговора си на немски. След това разочарование Грабовски се отказва от заниманията си по волапюк, обаче не се отказва от идеята за международен изкуствен език.
През 1887 се запознава с брошурата „Международния език на д-р Есперанто. Увод и пълна граматика“, публикувана през същата година от Людвик Заменхоф, в която представя своя собствена разработка на език, който скоро става известен под името „есперанто“. Грабовски е впечатлен от откритата структура на есперанто и от неговите възможности за изразяване, които могат да бъдат овладени изключително бързо. Заминава за Варшава и посещава Заменхов, с когото провежда първия устен разговор на есперанто.
Както Заменхоф, така и Грабовски осъзнава значението на влиянието на литературата върху развитието на езиците, и че това важи особено и за есперанто, който тогава от проект започва да се превръща в език, напълно функциониращ във всички области на живота. Грабовски вече работи върху това и публикува първите си преводи: през 1888 на „Снежна буря“ от Александър Пушкин, а след това, през 1889, превода на „Die Geschwister“ от Гьоте.
В началото на 1890-те Грабовски е неудовлетворен от бавното разпространение на есперанто. Като смята, че причина за това е несъвършенството на езика, той апелира за реформа. Обаче при гласуването, което се провежда през 1894, той гласува срещу реформата и оттогава се придържа твърдо към основата на езика, т. нар. Fundamento de Esperanto.
Грабовски е дългогодишен председател на Варшавското есператистко дружество, основано през 1904 и на Полското есперантистко дружество, основано през 1908 г. През същата година става директор на Есперантската академия. Публикува статии и изнася лекции по есперанто, а също така организира курсове по есперанто.
В периода 1908 – 1914 отговаря за първите курсове по есперанто в няколко варшавски училища. В една статия от 1908 г. той описва изключителната пригодност на есперанто като увод в изучаването на езици (вижте Пропедевтичната стойност на есперанто). Там той показва с конкретни примери за степента, до която изучаването първо на есперанто спомага за по-доброто научаване на френски и латински (твърдение, което се струва неправдоподобно в съвременността).
Антологията От Парнас на народите, публикувана през 1913 г. съдържа 116 стихотворения, представящи 30 езика и култури. Шест от стихотворенията са написани на есперанто, а останалите 110 са преведени.
Поради събитията през Първата световна война, Грабовски бива разделен със семейството си, което избягва в Русия. Той остава във Варшава болен и изолиран. Там той превежда полския национален епос Пан Тадеуш от Адам Мицкевич. Докато работи върху този превод, който е много точен и близък до оригиналната форма, той подлага на изпитание латентния потенциал на изкуствения език, като по този начин дава значителен тласък на по-нататъшното развитие на поезията, писана на есперанто.
Грабовски страда от хронично сърдечно заболяване, но не може да си позволи необходимото лечение. По време на войната живее в крайна нищета. Когато семейството му се завръща след края на войната, го намират изключително отслабнал и изнемощял. Въпреки това, той продължава своята работа върху есперанто до смъртта си през 1921, когато получава инфаркт.

## Преводи
- La neĝa blovado („Виелица“), разказ на Александър Пушкин – 1888.
- La gefratoj, комедия на Йохан Волфганг Гьоте – 1889.
- Mazepa („Мазепа“), драма на Юлиуш Словацки.
- Halka („Халка“), опера на Станислав Монюшко.
- Sinjoro Tadeo („Пан Тадеуш“), епическа поема на Адам Мицкевич.
- En Svisujo („В Швейцария“), поема на Юлиуш Словацки.
- Pekoj de Infaneco („Греховете на детството“), повест на Болеслав Прус

|  | Тази страница частично или изцяло представлява превод на страницата Antoni Grabowski в Уикипедия на английски. Оригиналният текст, както и този превод, са защитени от Лиценза „Криейтив Комънс – Признание – Споделяне на споделеното“, а за съдържание, създадено преди юни 2009 година – от Лиценза за свободна документация на ГНУ. Прегледайте историята на редакциите на оригиналната страница, както и на преводната страница, за да видите списъка на съавторите. ВАЖНО: Този шаблон се отнася единствено до авторските права върху съдържанието на статията. Добавянето му не отменя изискването да се посочват конкретни източници на твърденията, които да бъдат благонадеждни. |

1. ↑  anno.onb.ac.at